# العلاقات السويدية الجيبوتية
العلاقات السويدية الجيبوتية هي العلاقات الثنائية التي تجمع بين السويد وجيبوتي.

## مقارنة بين البلدين
هذه مقارنة عامة ومرجعية للدولتين:
| وجه المقارنة                                              | السويد                                                                               | جيبوتي                    |
| --------------------------------------------------------- | ------------------------------------------------------------------------------------ | ------------------------- |
| المساحة (كم2)                                             | 450.30 ألف                                                                           | 23.20 ألف                 |
| عدد السكان (نسمة)                                         | 10.16 مليون                                                                          | 956.99 ألف                |
| الكثافة السكانية (ن./كم²)                                 | 22.56                                                                                | 41.25                     |
| العاصمة                                                   | ستوكهولم                                                                             | جيبوتي                    |
| اللغة الرسمية                                             | اللغة السويدية، لغات السامي، اللغة الفنلندية، منكيلي، اللغة الرومنية، اللغة اليديشية | لغة فرنسية، اللغة العربية |
| العملة                                                    | كرونة سويدية                                                                         | فرنك جيبوتي               |
| الناتج المحلي الإجمالي (بليون دولار)                      | 538.04 مليار                                                                         | 1.84 مليار                |
| الناتج المحلي الإجمالي (تعادل القوة الشرائية) بليون دولار | 469.01 مليار                                                                         | 3.10 مليار                |
| الناتج المحلي الإجمالي الاسمي للفرد دولار أمريكي          | 50.58 ألف                                                                            | 1.95 ألف                  |
| الناتج المحلي الإجمالي للفرد دولار أمريكي                 | 45.30 ألف                                                                            | 3.27 ألف                  |
| مؤشر التنمية البشرية                                      | 0.907                                                                                | 0.470                     |
| رمز المكالمات الدولي                                      | +46                                                                                  | +253                      |
| رمز الإنترنت                                              | .se                                                                                  | .dj                       |
| المنطقة الزمنية                                           | توقيت وسط أوروبا، ت ع م+01:00، ت ع م+02:00، أوروبا/ستوكهولم ‏                         | ت ع م+03:00               |

## منظمات دولية مشتركة
يشترك البلدان في عضوية مجموعة من المنظمات الدولية، منها:
| علم المنظمة | اسم المنظمة                        | تاريخ انضمام السويد | تاريخ انضمام جيبوتي |
| ----------- | ---------------------------------- | ------------------- | ------------------- |
|             | وكالة ضمان الاستثمار متعدد الأطراف | 12 أبريل 1988       | 12 يناير 2007       |
|             | البنك الإفريقي للتنمية             | ?                   | ?                   |
|             | منظمة الشرطة الجنائية الدولية      | ?                   | ?                   |
|             | منظمة حظر الأسلحة الكيميائية       | ?                   | ?                   |
|             | منظمة التجارة العالمية             | 1995                | ?                   |
|             | البنك الدولي للإنشاء والتعمير      | 31 أغسطس 1951       | 1 أكتوبر 1980       |
|             | الأمم المتحدة                      | 19 نوفمبر 1946      | 20 سبتمبر 1977      |
|             | مؤسسة التمويل الدولية              | 20 يوليو 1956       | 1 أكتوبر 1980       |
|             | يونسكو                             | 23 يناير 1950       | 31 أغسطس 1989       |
|             | مؤسسة التنمية الدولية              | 24 سبتمبر 1960      | 1 أكتوبر 1980       |
|             | الاتحاد البريدي العالمي            | ?                   | ?                   |
|             | الاتحاد الدولي للاتصالات           | 1866                | 22 نوفمبر 1977      |

## وصلات خارجية
- موقع وزارة الخارجية السويدية